# Zygosaccharomyces lentus
Zygosaccharomyces lentus Steels, C.J. Bond, M.D. Collins, I.N. Roberts, Stratford & S.A. James – gatunek jednokomórkowych grzybów zaliczany do drożdży. Znany jest głównie z tego, że powoduje psucie się żywności.

## Systematyka i nazewnictwo
Pozycja w klasyfikacji według Index Fungorum: Zygosaccharomyces, Saccharomycetaceae, Saccharomycetales, Saccharomycetidae, Saccharomycetes, Saccharomycotina, Ascomycota, Fungi.
Po raz pierwszy wyizolowali go w 1999 r. H. Steels, C.J. Bond, M.D. Collins, I.N. Roberts, Stratford i S.A. James z soku pomarańczowego w Anglii.

## Morfologia i rozwój
Na agarze morfologicznym, po 48 godzinach wzrostu w temperaturze 24 °C, komórki są kuliste lub jajowate, 3-8 × 15-13 µm i występują pojedynczo, w parach lub w grupach. Pączkowanie jest wielobiegunowe. Kolonie wyhodowane na agarze z mąką kukurydzianą i agarze ziemniaczanym tworzą pseudostrzępki. Worki owalne, zawierające od dwóch do czterech askospor o kształcie kulistym lub owalnym. Powstają po 1 do 2 tygodni od inkubacji w temperaturze 24 „C na agarze z mąką kukurydzianą. Worki są trwałe. Koniugacja zachodzi pomiędzy oddzielnymi komórkami.

## Fizjologia
Z. lentus fermentuje glukozę i sacharozę. Nie fermentuje galaktozy, maltozy, celobiozy, trehaloza, laktozy, melibiozy, rafinozy, melezytozy, inuliny i skrobii. Asymiluje glukozę, etanol, glicerol, D-glucitol, D-glukono- 13- lakton, chlorowodór etyloaminy i kadaweruynę. Nie asymiluje galaktozy, L-sorbozy, sacharozy, maltozy, celobiozy, trehalozy, laktozy, melibiozy, rafinozy,
melezytozy, inuliny, skrobii, ksylozy, L- arabinozy, D-arabinozy, D-rybozy, L-ramnozy, erytrytolu, rybitolu, galaktitolu, D-mannitolu, a-D-glukozydu metylu, salicyny, DL-mleczanu, bursztynianu, cytrynianu, inozytolu, D-glukozaminy, metanolu, ksylitolu i azotanu potasu. Może rozwijać się w roztworze glukozy o stężeniu do 50%, nie następuje żaden wzrost w obecności cykloheksymidu, 1% kwasu octowego, nie może też rozwijać się w środowisku bez witamin.
Zygosaccharomyces lentus jest blisko spokrewniony z Zygosaccharomyces bailii i Zygosaccharomyces bisporus. Wszystkie te gatunki charakteryzują się wysoką osmotolerancją i odpornością na kwas benzoesowy i sorbinowy, które są używane do konserwowania żywności. Z. lentus odróżnia się od nich jednak powolnym wzrostem w warunkach tlenowych i nie jest w stanie rosnąć w temperaturze 30 °C i wyższej, ale ma niezwykłą zdolność do wzrostu (nawet wolnego) w niskiej temperaturze (4 °C), wskutek czego drożdże te mogą odgrywać znacznie większą rolę w psuciu się żywności przechowywanej w chłodniach, niż Z. bailii. Z. lentus nie jest w stanie rosnąć w roztworze zawierającym 1% kwas octowy, ale w optymalnych temperaturach wzrostu niektóre jego szczepy są nawet w stanie przewyższyć Z. bailii w odporności na kwas octowy.